# Répertoire national des structures de recherche
Le répertoire national des structures de recherche (RNSR) est une base de données gérée par le Ministère de l'enseignement supérieur, de la recherche et de l'innovation. Elle regroupe les structures de recherche scientifique publique et privée en France, notamment les laboratoires et leur attribue un identifiant unique. Son contenu peut être consulté publiquement.